# غدا، الجزائر؟ (فيلم)
غدًا، الجزائر؟ (بالفرنسية: Demain, Alger?) هو فيلم درامي جزائري صدرَ عام 2011 من إخراج أمين سيدي بومدين.

## القصّة
يواجهُ أربعة شبان جزائريون خيارًا سيحدد حياتهم بشكل أو بآخر إلى الأبد: المغادرة إلى أوروبا أو الاحتجاج في الشوارع. يُقرّر أحدهم المغادرة نحو أوروبا وهو يعلمُ في قرارة نفسهِ أنه ربما سيُغادر بلاده للأبد ، ولن يرى أصدقاءه مرة أخرى بينما يُقرّر الآخرون الانضمامَ إلى الاحتجاجات الشعبيّة الكبيرة التي شهدتها الجزائر عام 1992.

## الجوائز
حصل الفيلم على جائزة أفضل مُنتَج من الوطن العربي في مهرجان أبوظبي السينمائي عام 2011.